# ビル・デブラシオ
ビル・デブラシオ（Bill de Blasio[dɪˈblɑːzioʊ]、1961年5月8日 - ）は、アメリカ合衆国の政治家。第109代ニューヨーク市長（2014年1月1日 - 2021年12月31日）。

## 来歴
1961年5月8日にウォーレン・ウィルヘルム Jr.（Warren Wilhelm, Jr.）として誕生する。父はドイツ系で母はイタリア系。7歳で両親が離婚し、以降は母方の姓であるデブラシオを名乗る。
大学院修了後はニカラグアのサンディニスタ民族解放戦線を支援するボランティアに従事した。アフリカ系アメリカ人の妻との新婚旅行ではキューバを訪れる。
2010年、市政監督官になる。
2013年11月5日投開票のニューヨーク市長選挙で共和党のジョセフ・ロータを破り当選した。民主党の候補がニューヨーク市長選挙に当選するのは24年ぶりである。2014年1月1日に就任した。
2014年に市長就任間も無くの時に有名なピザレストランでナイフとフォークでピザを食べることがスクープされ、「庶民的で無い」として多くの市民の反感を買った。
2017年11月7日投開票のニューヨーク市長選挙で得票率65.5パーセントを獲得して当選した。次点の共和党のニューヨーク州下院議員ニコル・マリオタキスは得票率28.7パーセントで敗北する。
デブラシオはトランプ大統領の就任以来大統領の推進している移民制限・富裕層の減税・医療保険制度改革法の撤回などに異議を唱えてきた。
2019年5月16日に2020年アメリカ合衆国大統領選挙への出馬を表明。
しかしながら各世論調査での支持率が1パーセントに満たず、候補者によるテレビ討論の資格が得られなかった。また遊説に注力することで市政が疎かになり、批判もあった。
2019年9月20日にデブラシオは民主党の候補者指名争いからの撤退を表明した。

## 政策・主張
- 貧困率21パーセントという所得格差を解決するため、公約として低所得者層向けの住宅や保育施設の整備を掲げ、財源を年収50万ドル以上の層に対する増税で賄う構想を打ち出した[5]。
- 黒人や中南米系住民が対象になっていた路上所持品検査を「人種差別的だ」として取り止める意向を示している[6]
- 2019年にブラジルのジャイール・ボルソナーロ大統領のアメリカ訪問が計画された際には、大統領が過去に行った独裁政権への称賛や女性への攻撃発言などを問題視して批判活動を行った。結局大統領のアメリカ訪問は中止されている[7]。

## 新型コロナウイルスに関する発言
アメリカにおける新型コロナウイルスの流行は2020年1月21日に西海岸のワシントン州で感染者が発覚したことから始まり、同年3月にはニューヨーク州で感染者が出たことが公表された。その後、ニューヨークでも新型コロナの感染が急速に拡大し、感染拡大による公立学校やレストランの閉鎖が相次いで発表されたため、ニューヨーク市長として在任中のデブラシオの発言が注目されるようになった。
- ニューヨークでは差別は違法です。もし新型コロナウイルスか何らかに関連する差別やヘイトクライムを体験したり、見たりした場合はすぐに報告をしてください。ニューヨークで生き生きと生活するアジア系アメリカ人のコミュニティの皆さんへ。ニューヨークはあなた方の味方です。（2020年3月11日）[11]
- 我が市は前例の無い脅威に直面していて、戦時のような精神で立ち向かわなければならない。（2020年3月15日）[12]
- 米国は臨戦態勢を整え、連邦政府はあらゆる手段を動員する必要がある。（2020年3月16日）[13]
- ニューヨーク市だけで無く、全国的に緊急集中治療室（ICU）を設置する必要性が出てくる。ロジスティック面及び医療の面で大きな能力を持っている軍隊の動員が必要になる。（2020年3月16日）[13]
- 重篤な症状に陥りながらも検査を待っている人がいる状況なのでNBAのチームは今、検査を受けるべきでは無い。検査は富める人のものでは無く、病気になっている人のものだ。（2020年3月18日）[14]
- ニューヨーク市では今後2、3週間のうちに病院で使う物資が不足する可能性がある。（2020年3月19日）[15]
- 数百万ひいては数千万ものアメリカ人が大統領の行動を理解できていない。国が危機的な状況に陥ったにもかかわらず、政府機能を作動させなかった。感染症を前に全ての力を動員すべきなのに、何故か大統領はもたつき静観しているだけで、そのうちに既にアメリカを救うチャンスを失ったのだ。（2020年3月19日）[16]
- 全市民の半数以上が感染するとみている。（2020年3月25日）[17]